# Calycanthus chinensis
Calycanthus chinensis là một loài thực vật có hoa trong họ Calycanthaceae. Loài này được (W.C.Cheng & S.Y.Chang) P.T.Li mô tả khoa học đầu tiên năm 2000.